# Ágio Augusto Moreira
Ágio Augusto Moreira mais conhecido como Padre Ágio (Assaré, 05 de fevereiro de 1918 - Crato, 12 de junho de 2019) foi um sacerdote católico brasileiro que teve o título de Monsenhor, com grande reconhecimento no Ceará em especial na região do Cariri em que criou a Solibel (Sociedade Lírica do Belmonte) localizada na cidade de Crato. A denominação honorífica de Monsenhor foi entregue pelo bispo emérito do Crato Dom Newton Holanda Gurgel, em solenidade realizada no auditório Cristina Prata da Solibel, com a presença de um grande número de pessoas. O Padre Ágio Moreira comemorou o seu jubileu de Ouro Sacerdotal na Sé Catedral do Crato, no dia 18 de dezembro de 1993.

## História
Monsenhor Ágio Augusto Moreira, filho de Augusto Moreira e Raimunda Moreira, natural da cidade de Assaré, Iniciou a formação religiosa, aos doze anos indo junto com seu irmão David Moreira e o seu pai Augusto Moreira à Campinas, mas para estudar no seminário. De lá, regressou ao Seminário da Prainha, em Fortaleza, onde aprimorou os estudos em música clássica e Canto Gregoriano e depois concluiu os estudos no Seminário São José, no Crato. Tornou-se vigário em diversas paróquias da Diocese do Crato, porém dizia que não gostava por causa do cavalo, pois levava diversas quedas do animal, sendo este um dos únicos meios de transporte da época que permitia percorrer quilômetros por capelas distantes.  
Foi por consentimento do bispo da época que desistiu da vida peregrina de vigário e foi estudar música, gosto que o permitiu a construir uma orquestra no seminário São José, bem como se tornou professor de música por muitos anos no Colégio Estadual Wilson Gonçalves, do qual também foi um dos fundadores, para uma turma de 90 alunos.
O gosto pela tranquilidade o fez adquirir uma casinha no sopé da Serra do Araripe, no sítio Belmonte. Mas não se deu por satisfeito até que construiu, com a ajuda de agricultores e trabalhadores dos engenhos da redondeza, a escolinha de música.
Faleceu por volta das 4 e 30 da manhã do dia 12 de junho de 2019 em sua residência, no sítio Belmonte, em Crato, após 101 anos de vida e 76 anos de sacerdócio e serviço ao povo de Deus.

## Solibel
O Padre Ágio trabalhou em várias cidades da região sempre sendo bem recebido pela população dos lugares por ande atuou. Trabalhando no distrito de Goianinha (hoje Jamacaru), em Missão Velha (CE), foi surpreendido por um grupo de trabalhadores rurais, entoando os chamados “Cânticos de Trabalho” enquanto colhiam arroz e café. O coro se dividia em voz masculina e feminina, dentro de uma harmonia e afinação quase perfeita, segundo o Padre Ágio. Ali surgiu a ideia de fundar uma escola de música para trabalhadores rurais. Certo de que a música poderia se transformar num instrumento de crescimento e despertar individual e coletivo para crescimento e o desenvolvimento humano. Padre Ágio levou os trabalhadores para cantar na igreja durante as missas. Iniciando uma triangulação divina entre música, religião e trabalho concretizou o seu projeto em Crato. 
Começou no Lameiro (bairro do Crato), ensinando solfejo, canto gregoriano e o manuseio de instrumentos musicais (acordeão, violoncelo, piano e violão). Seus primeiros alunos foram, José Nilton Figueiredo, José Moreira e outros dois que atendiam pelos apelidos de Pituxa e Frajola. 
Continuou o projeto no distrito de Belmonte por volta de 1965 com a Escola de Música Heitor Villa Lobos. Primeiro os cânticos na igreja, pois lá no Belmonte já não via mais os cânticos de colheita. A partir daí direcionava-os para as aulas teóricas de música. Como não podiam deixar o trabalho, os alunos manuseavam instrumentos de trabalho durante o dia (pás, enxadas, facões, arados, etc.), e à noite trocavam seus instrumentos de trabalho por instrumentos musicais e se embrenhavam em partituras, solfejos e cantos. 
A música aos poucos foi se tornando parte das suas vidas. A comunidade aos poucos, foi agregando a escola às suas vidas, as crianças eram incentivadas pelos pais a irem estudar música, e o projeto tomou corpo. Começaram a se apresentar na cidade. Assim, vieram as doações de instrumentos, de dinheiro, pessoas da cidade ajudavam na administração da escola, o número de alunos cresceu e a comunidade agora era parte da escola assim como a escola era parte da vida da comunidade. 
A Escola transformou-se em Sociedade Lírica do Belmonte. Possui hoje um auditório, escolinha de alfabetização para crianças, uma orquestra, coral (adulto e infantil,) palco, sala de ensaios, capela, banda de músicas, camerata, etc. Possui uma orquestra formada por 65 músicos distribuídos em instrumentos de corda (violões, violinos, violoncelos e baixos), instrumentos de sopro (de madeira e de metal), teclados, além de instrumentos de percussão. Muitos dos alunos, hoje são professores de música na escola. Outros se espalharam pelo Brasil abrilhantando orquestras sinfônicas com os seus talentos como por exemplo Salvador, João Pessoa, Maceió, Fortaleza, Rio de Janeiro e, sempre que podem, retornam ao distrito de Belmonte trazendo cursos intensivos aos alunos da Escola. Outros optaram por permanecer na escola, cativos que são do gosto pela música, exemplados que são pela grandeza, humildade e perseverança do Padre Ágio. Lá são dirigentes e professores. Muitos deles hoje com formação acadêmica, são doutores encaminhados pelo crescimento pessoal promovido pela música.

## Vila da Música
Inaugurada em 11 de março de 2017, a Vila da Música é o primeiro equipamento da Secretaria da Cultura do Estado do Ceará no Interior. É voltada para a formação, a partir da experiência realizada pela Sociedade Lírica de Belmonte (Solibel), fundada pelo Padre Ágio Augusto Moreira na década de 1970. A escola de música tem como temas centrais a socialização, a formação humana e o ensino musical, diretrizes incorporadas à Vila da Música, fomentando a cidadania através da educação musical e criando oportunidades para o desenvolvimento humano, econômico e territorial sustentável da região do Cariri.
O investimento do Governo do Estado na Vila da Música foi de R$ 3,1 milhão, para as obras e de R$ 447 mil para a aquisição de instrumentos musicais. O novo espaço cultural compreende uma área de 2 713,38 m², em um terreno de 3 242,78 m², e tem como premissa a criação de um espaço que também possa ser utilizado paralelamente para a realização de eventos externos. A Vila da Música conta com auditório, biblioteca, salas de aula de grupo e individuais, estúdio, setor administrativo, refeitório, cozinha, despensa, vestiários, banheiros, laboratório de informática, oficina de instrumentos, quadra poliesportiva e estacionamento.

## Morte
Na madrugada do dia 12 de junho de 2019, por volta das 4h30, aos 101 anos, o Monsenhor Ágio Augusto Moreira veio a falecer. Ele, que era o mais antigo clérigo da Diocese do Crato, estava doente há cerca de dois meses, quando foi acometido por uma pneumonia. Em dezembro de 2017, ele completou 75 anos de vida sacerdotal, missão que conciliou com o amor pela música.
O velório do fundador da Sociedade Lírica do Belmonte (Solibel) aconteceu na Vila da Música em Crato e o sepultamento aconteceu dia 13 de junho de 2019, às 16 horas, na Capela Nossa Senhora das Graças. No trajeto até aí, tremulavam nas portas e nas janelas das casas bandeiras em tecido preto, sinalizando que a comunidade estava sentida e chorosa. O sol brilhava imponente às três da tarde, mas à primeira nota executada pela Orquestra Padre Davi Moreira muita chuva caiu sobre a quadra poliesportiva da Vila. Os padres subiram ao altar, em cortejo, trajando estola roxa – sinal de penitência. Elevaram o sacrifício da Missa em sufrágio do irmão no sacerdócio, sob a presidência do bispo diocesano, Dom Gilberto Pastana. Na homilia, ele lembrou as virtudes que constituíram Monsenhor Ágio “sacerdote piedoso, simples e humilde; exímio escritor e músico”. A ele – considerou o bispo – se aplicam as palavras do Apóstolo Paulo: “Combati o bom combate, guardei a fé”.
“A Diocese de Crato entoa hoje uma melodia, uma música espiritual, para que chegue ao coração de Deus as nossas orações e as nossas preces. Apesar do pouco tempo de convivência, Monsenhor Ágio foi, especialmente para mim, um modelo de sacerdote, de testemunho, de obediência e de desapego aos bens do mundo. Que Deus conceda à nossa igreja vocações igualmente santas”, disse Dom Gilberto.
Presente à cerimônia, o então governador do Estado, Camilo Santana, recordou as vezes em que subira ao Belmonte com o pai, para ouvir as lições musicais do então Padre Ágio, a quem considerou “exemplo não só do que pregou com o Evangelho, mas o que viveu e o legado que deixa para educação, através da música”. Quantas crianças – considerou – passaram por suas mãos e tiveram esperança na vida.
Como forma de homenageá-lo, garantiu que vai enviar a Assembleia Legislativa uma solicitação, para que à Vila da Música seja acrescentado o nome do monsenhor.